# Loma Alta, Puebla
Loma Alta är en ort i Mexiko.   Den ligger i kommunen Hueytamalco och delstaten Puebla, i den sydöstra delen av landet, 200 km öster om huvudstaden Mexico City. Loma Alta ligger 590 meter över havet och antalet invånare är 238.
Terrängen runt Loma Alta är varierad, och sluttar norrut. Runt Loma Alta är det ganska tätbefolkat, med 134 invånare per kvadratkilometer. Närmaste större samhälle är Tlapacoyan, 15,6 km öster om Loma Alta. I omgivningarna runt Loma Alta växer i huvudsak städsegrön lövskog.